# Phaeoacremonium aleophilum
Phaeoacremonium aleophilum är en svampart som beskrevs av W. Gams, Crous, M.J. Wingf. & Mugnai 1996. Phaeoacremonium aleophilum ingår i släktet Phaeoacremonium och familjen Togniniaceae.   Inga underarter finns listade i Catalogue of Life.